# Llista de ministres de justícia d'Espanya
Aquesta és la llista de ministres de Justícia d'Espanya des del regnat de Josep I Bonaparte (1808) fins a l'actualitat.

## Llista de ministres
| Període                                     | Inici                  | Fi                                          | Nom                                              | Partit | Imatge |
| ------------------------------------------- | ---------------------- | ------------------------------------------- | ------------------------------------------------ | ------ | ------ |
| Regnat de Josep I (1808-1813)               |                        |                                             |                                                  |        |        |
| 7 de juliol de 1808                         | 1 d'agost de 1808      | Sebastián Piñuela Alonso (1)                |                                                  |        |        |
| 5 de setembre de 1808                       | 27 de febrer de 1812   | Manuel Romero (1)                           |                                                  |        |        |
| 27 de febrer de 1812                        | 27 de juny de 1813     | Pablo Arribas (1)                           | Interí                                           |        |        |
| Junta Suprema Central (1808-1812)           |                        |                                             |                                                  |        |        |
| 15 d'octubre de 1808                        | 6 de febrer de 1810    | Benito Ramón de la Hermida (3)              |                                                  |        |        |
| 6 de febrer de 1810                         | 19 de gener de 1811    | Nicolás María Sierra (3)                    |                                                  |        |        |
| 19 de gener de 1811                         | 12 d'agost de 1811     | José Antonio Larrumbide Urquidizar (3)      | Interí                                           |        |        |
| 12 d'agost de 1811                          | 23 de juny de 1812     | Ignacio Pezuela (3)                         | Interí                                           |        |        |
| 23 de juny de 1812                          | 10 d'octubre de 1813   | Antonio Cano Ramírez de Arellano (3)        |                                                  |        |        |
| 10 d'octubre de 1813                        | 4 de maig de 1814      | Manuel García Herreros (3)                  | Interí                                           |        |        |
| Regnat de Ferran VII (1814-1833)            |                        |                                             |                                                  |        |        |
| 4 de maig de 1814                           | 8 de novembre de 1814  | Pedro Macanaz (3)                           |                                                  |        |        |
| 8 de novembre de 1814                       | 27 de gener de 1816    | Tomás Moyano (3)                            |                                                  |        |        |
| 27 de gener de 1816                         | 30 d'octubre de 1816   | Pedro Cevallos Guerra (3)                   | Interí                                           |        |        |
| 30 d'octubre de 1816                        | 29 de gener de 1817    | José García de León y Pizarro (3)           | Interí                                           |        |        |
| 29 de gener de 1817                         | 1 de novembre de 1819  | Juan Esteban Lozano de Torres (3)           |                                                  |        |        |
| 1 de novembre de 1819                       | 9 de març de 1820      | Bernardo Mozo de Rosales (3)                |                                                  |        |        |
| 9 de març de 1820                           | 8 d'abril de 1820      | José García de la Torre (3)                 | Interí                                           |        |        |
| 8 d'abril de 1820                           | 2 de març de 1821      | Manuel García Herreros (1)                  |                                                  |        |        |
| 2 de març de 1821                           | 28 de febrer de 1822   | Vicente Cano Manuel Ramírez de Arellano (1) |                                                  |        |        |
| 28 de febrer de 1822                        | 23 de juliol de 1822   | Nicolás María Garelli y Battifora (1)       |                                                  |        |        |
| 23 de juliol de 1822                        | 5 d'agost de 1822      | Damián de la Santa (1)                      | Interí                                           |        |        |
| 5 d'agost de 1822                           | 12 de maig de 1823     | Felipe Benicio Navarro (1)                  |                                                  |        |        |
| 12 de maig de 1823                          | 30 de setembre de 1823 | José María Calatrava (1)                    |                                                  |        |        |
| 30 de setembre de 1823                      | 2 de desembre de 1823  | José García de la Torre (3)                 |                                                  |        |        |
| 2 de desembre de 1823                       | 18 de gener de 1824    | Narciso Heredia y Begines de los Ríos (3)   |                                                  |        |        |
| 18 de gener de 1824                         | 1 d'octubre de 1832    | Francisco Tadeo Calomarde (3)               |                                                  |        |        |
| 1 d'octubre de 1832                         | 14 de desembre de 1832 | José Cafranga Costilla (3)                  |                                                  |        |        |
| 14 de desembre de 1832                      | 25 de març de 1833     | Francisco Fernández del Pino (3)            |                                                  |        |        |
| 25 de març de 1833                          | 29 de novembre de 1833 | Juan Gualberto González-Bravo Delgado (3)   |                                                  |        |        |
| Regència de Maria Cristina (1833-1840)      |                        |                                             |                                                  |        |        |
| 29 de novembre de 1833                      | 15 de gener de 1834    | Juan Gualberto González-Bravo Delgado (1)   |                                                  |        |        |
| 15 de gener de 1834                         | 17 de febrer de 1835   | Nicolás María Garelli y Battifora (1)       |                                                  |        |        |
| 17 de febrer de 1835                        | 13 de juny de 1835     | Juan de la Dehesa Rubiano (1)               |                                                  |        |        |
| 13 de juny de 1835                          | 27 de setembre de 1835 | Manuel García Herreros (1)                  |                                                  |        |        |
| 29 de setembre de 1835                      | 15 de maig de 1836     | Álvaro Gómez Becerra                        |                                                  |        |        |
| 15 de maig de 1836                          | 14 d'agost de 1836     | Manuel Barrio Ayuso (1)                     |                                                  |        |        |
| 14 d'agost de 1836                          | 18 d'agost de 1837     | José Landero Corchado (1)                   |                                                  |        |        |
| 18 d'agost de 1837                          | 1 d'octubre de 1837    | Ramon Salvato de Esteve (1)                 |                                                  |        |        |
| 1 d'octubre de 1837                         | 4 d'octubre de 1837    | Juan Antonio Castejón Gálvez (1)            |                                                  |        |        |
| 4 d'octubre de 1837                         | 16 de desembre de 1837 | Pablo Mata Vigil (1)                        |                                                  |        |        |
| 16 de desembre de 1837                      | 6 de setembre de 1838  | Francisco de Paula Castro y Orozco (1)      |                                                  |        |        |
| 6 de setembre de 1838                       | 21 de novembre de 1838 | Domingo Ruiz de la Vega Méndez (1)          |                                                  |        |        |
| 21 de novembre de 1838                      | 9 de desembre de 1838  | Antonio González y González (1)             |                                                  |        |        |
| 9 de desembre de 1838                       | 20 de juliol de 1840   | Lorenzo Arrazola (1)                        |                                                  |        |        |
| 20 de juliol de 1840                        | 12 d'agost de 1840     | Antonio González y González (1)             |                                                  |        |        |
| 12 d'agost de 1840                          | 29 d'agost de 1840     | Francisco Agustín Silvela y Blanco (1)      |                                                  |        |        |
| 29 d'agost de 1840                          | 11 de setembre de 1840 | Modesto Cortázar (1)                        |                                                  |        |        |
| 11 de setembre de 1840                      | 16 de setembre de 1840 | Álvaro Gómez Becerra (1)                    |                                                  |        |        |
| Regència de Baldomero Espartero (1840-1843) |                        |                                             |                                                  |        |        |
| 16 de setembre de 1840                      | 20 de maig de 1841     | Álvaro Gómez Becerra (1)                    |                                                  |        |        |
| 20 de maig de 1841                          | 17 de juny de 1842     | José Alonso Ruiz de Conejares (1)           |                                                  |        |        |
| 17 de juny de 1842                          | 9 de maig de 1843      | Miguel Antonio de Zumalacarregui (1)        | Interí                                           |        |        |
| 9 de maig de 1843                           | 19 de maig de 1843     | Joaquín María López (1)                     |                                                  |        |        |
| 19 de maig de 1843                          | 30 de juliol de 1843   | Álvaro Gómez Becerra (1)                    |                                                  |        |        |
| Regnat d' Isabel II (1843-1868)             |                        |                                             |                                                  |        |        |
| 25 de juliol de 1843                        | 24 de novembre de 1843 | Joaquín María López (1)                     |                                                  |        |        |
| 24 de novembre de 1843                      | 1 de desembre de 1843  | Claudio Antón de Luzuriaga (1)              |                                                  |        |        |
| 5 de desembre de 1843                       | 12 de febrer de 1846   | Luis Mayans y Enríquez de Navarra (1)       |                                                  |        |        |
| 13 de febrer de 1846                        | 16 de març de 1846     | Lorenzo Arrazola (1)                        |                                                  |        |        |
| 16 de març de 1846                          | 5 d'abril de 1846      | Pedro Egaña (1)                             |                                                  |        |        |
| 5 d'abril de 1846                           | 28 de gener de 1847    | Joaquín Díaz Caneja (1)                     |                                                  |        |        |
| 28 de gener de 1847                         | 28 de març de 1847     | Juan Bravo Murillo (1)                      |                                                  |        |        |
| 30 de març de 1847                          | 3 de setembre de 1847  | Florencio Rodríguez Vaamonde (1)            |                                                  |        |        |
| 3 de setembre de 1847                       | 4 d'octubre de 1847    | Florencio García Goyena (1)                 |                                                  |        |        |
| 4 d'octubre de 1847                         | 19 d'octubre de 1849   | Lorenzo Arrazola (1)                        |                                                  |        |        |
| 19 d'octubre de 1849                        | 20 d'octubre de 1849   | José Manresa (1)                            |                                                  |        |        |
| 20 d'octubre de 1849                        | 14 de gener de 1851    | Lorenzo Arrazola (1)                        |                                                  |        |        |
| 14 de gener de 1851                         | 14 de desembre de 1852 | Ventura González Romero (1)                 |                                                  |        |        |
| 14 de desembre de 1852                      | 9 d'abril de 1853      | Federico Vahey Alba (1)                     |                                                  |        |        |
| 14 d'abril de 1853                          | 19 de setembre de 1853 | Pablo Govantes (1)                          |                                                  |        |        |
| 19 de setembre de 1853                      | 16 de gener de 1854    | José de Castro y Orozco (1)                 |                                                  |        |        |
| 16 de gener de 1854                         | 17 de juliol de 1854   | Jacinto Félix Domenech (1)                  | Interí                                           |        |        |
| 18 de juliol de 1854                        | 30 de juliol de 1854   | Pedro Gómez de la Serna (1)                 |                                                  |        |        |
| 30 de juliol de 1854                        | 29 de novembre de 1854 | José Alonso Ruiz de Conejares (1)           |                                                  |        |        |
| 29 de novembre de 1854                      | 6 de juny de 1855      | Joaquín Aguirre de la Peña (1)              |                                                  |        |        |
| 6 de juny de 1855                           | 15 de gener de 1856    | Manuel Fuente Andrés (1)                    |                                                  |        |        |
| 15 de gener de 1856                         | 14 de juliol de 1856   | José Arias Uría (1)                         |                                                  |        |        |
| 14 de juliol de 1856                        | 7 d'agost de 1856      | Claudio Antón de Luzuriaga (1)              |                                                  |        |        |
| 7 d'agost de 1856                           | 12 d'octubre de 1856   | Cirilo Álvarez (1)                          |                                                  |        |        |
| 12 d'octubre de 1856                        | 15 d'octubre de 1857   | Manuel Seijas Lozano (1)                    |                                                  |        |        |
| 15 d'octubre de 1857                        | 25 d'octubre de 1857   | Fernando Álvarez Martínez (1)               | Interí                                           |        |        |
| 25 d'octubre de 1857                        | 14 de gener de 1858    | Joaquín José Casaus (1)                     |                                                  |        |        |
| 14 de gener de 1858                         | 30 de juny de 1858     | José Fernández de la Hoz (1)                |                                                  |        |        |
| 30 de juny de 1858                          | 17 de gener de 1863    | Santiago Fernández Negrete (1)              |                                                  |        |        |
| 17 de gener de 1863                         | 9 de febrer de 1863    | Nicomedes Pastor Díaz (1)                   |                                                  |        |        |
| 9 de febrer de 1863                         | 2 de març de 1863      | Pedro Nolasco Aurioles Aguado (1)           |                                                  |        |        |
| 2 de març de 1863                           | 17 de gener de 1864    | Rafael Monares Cebrián (1)                  |                                                  |        |        |
| 17 de gener de 1864                         | 1 de març de 1864      | Fernando Álvarez Martínez (1)               |                                                  |        |        |
| 1 de març de 1864                           | 16 de setembre de 1864 | Luis Mayans y Enríquez de Navarra (1)       |                                                  |        |        |
| 16 de setembre de 1864                      | 21 de juny de 1865     | Lorenzo Arrazola (1)                        |                                                  |        |        |
| 21 de juny de 1865                          | 10 de juliol de 1866   | Fernando Calderón Collantes (1)             | Interí                                           |        |        |
| 10 de juliol de 1866                        | 27 de juny de 1867     | Lorenzo Arrazola (1)                        |                                                  |        |        |
| 27 de juny de 1867                          | 15 de juny de 1868     | Joaquín de Roncali y Ceruti (1)             |                                                  |        |        |
| 15 de juny de 1868                          | 30 de setembre de 1868 | Carlos María Coronado (1)                   |                                                  |        |        |
| Sexenni Democrátic                          |                        |                                             |                                                  |        |        |
| 8 d'octubre de 1868                         | 18 de juny de 1869     | Antonio Romero Ortiz (1)                    |                                                  |        |        |
| 18 de juny de 1869                          | 13 de juliol de 1869   | Cristóbal Martín de Herrera (1)             |                                                  |        |        |
| 13 de juliol de 1869                        | 9 de gener de 1870     | Manuel Ruiz Zorrilla (1)                    |                                                  |        |        |
| 9 de gener de 1870                          | 4 de gener de 1871     | Eugenio Montero Ríos (1)                    |                                                  |        |        |
| Regnat d'Amadeu I d'Espanya (1871-1873)     |                        |                                             |                                                  |        |        |
| 4 de gener de 1871                          | 24 de juliol de 1871   | Augusto Ulloa (1)                           |                                                  |        |        |
| 24 de juliol de 1871                        | 5 d'octubre de 1871    | Eugenio Montero Ríos (1)                    |                                                  |        |        |
| 5 d'octubre de 1871                         | 26 de maig de 1872     | Eduardo Alonso Colmenares (1)               |                                                  |        |        |
| 26 de maig de 1872                          | 13 de juny de 1872     | Alejandro Groizard (1)                      |                                                  |        |        |
| 13 de juny de 1872                          | 12 de febrer de 1873   | Eugenio Montero Ríos (1)                    |                                                  |        |        |
| I República (1873-1874)                     |                        |                                             |                                                  |        |        |
| 12 de febrer de 1873                        | 11 de juny de 1873     | Nicolás Salmerón y Alonso (1)               |                                                  |        |        |
| 11 de juny de 1873                          | 28 de juny de 1873     | José Fernando González Sánchez (1)          |                                                  |        |        |
| 28 de juny de 1873                          | 18 de juliol de 1873   | Joaquín Gil Berges (1)                      |                                                  |        |        |
| 19 de juliol de 1873                        | 4 de setembre de 1873  | Pedro José Moreno Rodríguez (1)             |                                                  |        |        |
| 8 de setembre de 1873                       | 3 de gener de 1874     | Luis del Río y Ramos (1)                    |                                                  |        |        |
| 3 de gener de 1874                          | 4 de gener de 1874     | Eugenio García Ruiz (1)                     | Interí                                           |        |        |
| 4 de gener de 1874                          | 13 de maig de 1874     | Cristino Martos Balbi (1)                   |                                                  |        |        |
| 13 de maig de 1874                          | 3 de setembre de 1874  | Manuel Alonso Martínez (1)                  |                                                  |        |        |
| 3 de setembre de 1874                       | 31 de desembre de 1874 | Eduardo Alonso Colmenares (1)               |                                                  |        |        |
| Regnat d' Alfons XII (1874-1885)            | 31 de desembre de 1874 | 12 de setembre de 1875                      | Francisco de Cárdenas Espejo (1)                 |        |        |
| Regnat d' Alfons XII (1874-1885)            | 12 de setembre de 1875 | 2 de desembre de 1875                       | Fernando Calderón Collantes (1)                  |        |        |
| Regnat d' Alfons XII (1874-1885)            | 2 de desembre de 1875  | 14 de gener de 1877                         | Cristobal Martín de Herrera (1)                  |        |        |
| Regnat d' Alfons XII (1874-1885)            | 14 de gener de 1877    | 6 de gener de 1879                          | Fernando Calderón Collantes (1)                  |        |        |
| Regnat d' Alfons XII (1874-1885)            | 6 de gener de 1879     | 7 de març de 1879                           | Saturnino Álvarez Bugallal (1)                   |        |        |
| Regnat d' Alfons XII (1874-1885)            | 7 de març de 1879      | 9 de desembre de 1879                       | Pedro Nolasco Aurioles Aguado (1)                |        |        |
| Regnat d' Alfons XII (1874-1885)            | 9 de desembre de 1879  | 8 de febrer de 1881                         | Saturnino Álvarez Bugallal (1)                   |        |        |
| Regnat d' Alfons XII (1874-1885)            | 8 de febrer de 1881    | 9 de gener de 1883                          | Manuel Alonso Martínez (1)                       |        |        |
| Regnat d' Alfons XII (1874-1885)            | 9 de gener de 1883     | 13 d'octubre de 1883                        | Vicente Romero Girón (1)                         |        |        |
| Regnat d' Alfons XII (1874-1885)            | 13 d'octubre de 1883   | 18 de gener de 1884                         | Aureliano Linares Rivas (1)                      |        |        |
| Regnat d' Alfons XII (1874-1885)            | 18 de gener de 1881    | 27 de novembre de 1885                      | Francisco Silvela Le Vielleuze (1)               |        |        |
| Regència de Maria Cristina (1885-1902)      | 27 de novembre de 1885 | 11 de desembre de 1888                      | Manuel Alonso Martínez (1)                       |        |        |
| Regència de Maria Cristina (1885-1902)      | 11 de desembre de 1888 | 21 de gener de 1890                         | José Canalejas Méndez (1)                        |        |        |
| Regència de Maria Cristina (1885-1902)      | 21 de gener de 1890    | 5 de juliol de 1890                         | Joaquín López Puigcerver (1)                     |        |        |
| Regència de Maria Cristina (1885-1902)      | 5 de juliol de 1890    | 23 de novembre de 1891                      | Raimundo Fernández Villaverde (1)                |        |        |
| Regència de Maria Cristina (1885-1902)      | 23 de novembre de 1891 | 11 de desembre de 1892                      | Fernando Cos-Gayón y Pons (1)                    |        |        |
| Regència de Maria Cristina (1885-1902)      | 11 de desembre de 1892 | 6 de juliol de 1893                         | Eugenio Montero Ríos (1)                         |        |        |
| Regència de Maria Cristina (1885-1902)      | 6 de juliol de 1893    | 4 de novembre de 1894                       | Trinitario Ruiz Capdepón (1)                     |        |        |
| Regència de Maria Cristina (1885-1902)      | 4 de novembre de 1894  | 23 de març de 1895                          | Antoni Maura i Montaner (1)                      |        |        |
| Regència de Maria Cristina (1885-1902)      | 23 de març de 1895     | 14 de desembre de 1895                      | Francisco Romero Robledo (1)                     |        |        |
| Regència de Maria Cristina (1885-1902)      | 14 de desembre de 1895 | 4 d'octubre de 1897                         | Manuel Aguirre de Tejada (1)                     |        |        |
| Regència de Maria Cristina (1885-1902)      | 4 d'octubre de 1897    | 4 de març de 1899                           | Alejandro Groizard y Gómez de la Serna (1)       |        |        |
| Regència de Maria Cristina (1885-1902)      | 4 de març de 1899      | 24 d'octubre de 1899                        | Manuel Duran i Bas (1)                           |        |        |
| Regència de Maria Cristina (1885-1902)      | 24 d'octubre de 1899   | 18 d'abril de 1900                          | Luis María de la Torre y de la Hoz (1)           |        |        |
| Regència de Maria Cristina (1885-1902)      | 18 d'abril de 1900     | 6 de març de 1901                           | Francisco Javier González de Castejón y Elío (1) |        |        |
| Regència de Maria Cristina (1885-1902)      | 6 de març de 1901      | 19 de març de 1902                          | Julián García-San Miguel (1)                     |        |        |
| Regència de Maria Cristina (1885-1902)      | 19 de març de 1902     | 17 de maig de 1902                          | Juan Montilla y Adán (1)                         |        |        |
| Regnat de Alfons XIII (1902-1923)           | 17 de maig de 1902     | 15 de novembre de 1902                      | Juan Montilla y Adán (1)                         |        |        |
| Regnat de Alfons XIII (1902-1923)           | 15 de novembre de 1902 | 6 de desembre de 1902                       | Joaquín López Puigcerver (1)                     |        |        |
| Regnat de Alfons XIII (1902-1923)           | 6 de desembre de 1902  | 20 de juliol de 1903                        | Eduardo Dato e Iradier (1)                       |        |        |
| Regnat de Alfons XIII (1902-1923)           | 20 de juliol de 1903   | 5 de desembre de 1903                       | Francisco Guzmán y Carballeda (1)                |        |        |
| Regnat de Alfons XIII (1902-1923)           | 5 de desembre de 1903  | 16 de desembre de 1904                      | Joaquín Sánchez de Toca Calvo (1)                |        |        |
| Regnat de Alfons XIII (1902-1923)           | 16 de desembre de 1904 | 23 de juny de 1905                          | Francisco Javier Ugarte Pagés (1)                |        |        |
| Regnat de Alfons XIII (1902-1923)           | 23 de juny de 1905     | 31 d'octubre de 1905                        | Joaquín González de la Peña (1)                  |        |        |
| Regnat de Alfons XIII (1902-1923)           | 31 d'octubre de 1905   | 1 de desembre de 1905                       | Joaquín López Puigcerver (1)                     |        |        |
| Regnat de Alfons XIII (1902-1923)           | 1 de desembre de 1905  | 10 de juny de 1906                          | Manuel García Prieto (1)                         |        |        |
| Regnat de Alfons XIII (1902-1923)           | 10 de juny de 1906     | 6 de juliol de 1906                         | José María Celleruelo Poviones (1)               |        |        |
| Regnat de Alfons XIII (1902-1923)           | 6 de juliol de 1906    | 30 de novembre de 1906                      | Álvaro de Figueroa y Torres (1)                  |        |        |
| Regnat de Alfons XIII (1902-1923)           | 30 de novembre de 1906 | 25 de gener de 1907                         | Antonio Barroso Castillo (1)                     |        |        |
| Regnat de Alfons XIII (1902-1923)           | 25 de gener de 1907    | 21 d'octubre de 1909                        | Juan Armada y Losada (1)                         |        |        |
| Regnat de Alfons XIII (1902-1923)           | 21 d'octubre de 1909   | 9 de febrer de 1910                         | Eduardo Martínez del Campo y Acosta (1)          |        |        |
| Regnat de Alfons XIII (1902-1923)           | 9 de febrer de 1910    | 3 d'abril de 1911                           | Trinitario Ruiz Valarino (1)                     |        |        |
| Regnat de Alfons XIII (1902-1923)           | 3 d'abril de 1911      | 29 de juny de 1911                          | Antonio Barroso Castillo (1)                     |        |        |
| Regnat de Alfons XIII (1902-1923)           | 29 de juny de 1911     | 12 de març de 1912                          | José Canalejas Méndez (1)                        |        |        |
| Regnat de Alfons XIII (1902-1923)           | 3 d'abril de 1911      | 29 de juny de 1911                          | Trinitario Ruiz Valarino (1)                     |        |        |
| Regnat de Alfons XIII (1902-1923)           | 29 de juny de 1911     | 12 de març de 1912                          | José Canalejas Méndez (1)                        |        |        |
| Regnat de Alfons XIII (1902-1923)           | 12 de març de 1912     | 31 de desembre de 1912                      | Diego Arias de Miranda y Goytia (1)              |        |        |
| Regnat de Alfons XIII (1902-1923)           | 31 de desembre de 1912 | 24 de maig de 1913                          | Antonio Barroso Castillo (1)                     |        |        |
| Regnat de Alfons XIII (1902-1923)           | 24 de maig de 1913     | 13 de juny de 1913                          | Álvaro de Figueroa y Torres (1)                  |        |        |
| Regnat de Alfons XIII (1902-1923)           | 13 de juny de 1913     | 27 d'octubre de 1913                        | Pedro Rodríguez de la Borbolla (1)               |        |        |
| Regnat de Alfons XIII (1902-1923)           | 27 d'octubre de 1913   | 7 de setembre de 1914                       | Francisco Javier González de Castejón y Elío (1) |        |        |
| Regnat de Alfons XIII (1902-1923)           | 7 de setembre de 1914  | 4 de gener de 1915                          | Eduardo Dato e Iradier (1)                       |        |        |
| Regnat de Alfons XIII (1902-1923)           | 4 de gener de 1915     | 9 de desembre de 1915                       | Manuel de Burgos y Mazo (1)                      |        |        |
| Regnat de Alfons XIII (1902-1923)           | 9 de desembre de 1915  | 8 d'octubre de 1916                         | Antonio Barroso Castillo (1)                     |        |        |
| Regnat de Alfons XIII (1902-1923)           | 8 d'octubre de 1916    | 19 d'abril de 1917                          | Juan Alvarado y del Saz (1)                      |        |        |
| Regnat de Alfons XIII (1902-1923)           | 19 d'abril de 1917     | 11 de juny de 1917                          | Trinitario Ruiz Valarino (1)                     |        |        |
| Regnat de Alfons XIII (1902-1923)           | 11 de juny de 1917     | 3 de novembre de 1917                       | Manuel de Burgos y Mazo (1)                      |        |        |
| Regnat de Alfons XIII (1902-1923)           | 3 de novembre de 1917  | 22 de març de 1918                          | Joaquín Fernández Prida (1)                      |        |        |
| Regnat de Alfons XIII (1902-1923)           | 22 de març de 1918     | 10 d'octubre de 1918                        | Álvaro de Figueroa y Torres (1)                  |        |        |
| Regnat de Alfons XIII (1902-1923)           | 10 d'octubre de 1918   | 9 de novembre de 1918                       | Antoni Maura i Montaner (1)                      | Interí |        |
| Regnat de Alfons XIII (1902-1923)           | 9 de novembre de 1918  | 5 de desembre de 1918                       | Josep Roig i Bergadà (1)                         |        |        |
| Regnat de Alfons XIII (1902-1923)           | 5 de desembre de 1918  | 15 d'abril de 1919                          | Alexandre Rosselló i Pastors (1)                 |        |        |
| Regnat de Alfons XIII (1902-1923)           | 15 d'abril de 1919     | 20 de juliol de 1919                        | José Bahamonde y de Lanz (1)                     |        |        |
| Regnat de Alfons XIII (1902-1923)           | 20 de juliol de 1919   | 12 de desembre de 1919                      | Pascual Amat y Esteve (1)                        |        |        |
| Regnat de Alfons XIII (1902-1923)           | 12 de desembre de 1919 | 5 de maig de 1920                           | Pablo Garnica y Echevarría (1)                   |        |        |
| Regnat de Alfons XIII (1902-1923)           | 5 de maig de 1920      | 1 de setembre de 1920                       | Gabino Bugallal Araújo (1)                       |        |        |
| Regnat de Alfons XIII (1902-1923)           | 1 de setembre de 1920  | 13 de març de 1921                          | Mariano Ordóñez García (1)                       |        |        |
| Regnat de Alfons XIII (1902-1923)           | 13 de març de 1921     | 7 de juliol de 1921                         | Vicente Piniés Bayona (1)                        |        |        |
| Regnat de Alfons XIII (1902-1923)           | 7 de juliol de 1921    | 14 d'agost de 1921                          | Julio Wais San Martín (1)                        |        |        |
| Regnat de Alfons XIII (1902-1923)           | 14 d'agost de 1921     | 8 de març de 1922                           | José Francos Rodríguez (1)                       |        |        |
| Regnat de Alfons XIII (1902-1923)           | 8 de març de 1922      | 1 d'abril de 1922                           | Josep Bertran i Musitu (1)                       |        |        |
| Regnat de Alfons XIII (1902-1923)           | 1 d'abril de 1922      | 4 de desembre de 1922                       | Mariano Ordóñez García (1)                       |        |        |
| Regnat de Alfons XIII (1902-1923)           | 4 de desembre de 1922  | 7 de desembre de 1922                       | Carlos Cañal y Migolla (1)                       |        |        |
| Regnat de Alfons XIII (1902-1923)           | 7 de desembre de 1922  | 26 de maig de 1923                          | Álvaro de Figueroa y Torres (1)                  |        |        |
| Regnat de Alfons XIII (1902-1923)           | 26 de maig de 1923     | 15 de setembre de 1923                      | Antonio López Muñoz (1)                          |        |        |
| Dictadura de Primo de Rivera (1923-1931)    | 17 de setembre de 1923 | 21 de desembre de 1923                      | Fernando Cadalso Manzano (1)                     |        |        |
| Dictadura de Primo de Rivera (1923-1931)    | 21 de desembre de 1923 | 22 de gener de 1924                         | Ernesto Jiménez Sánchez (1)                      |        |        |
| Dictadura de Primo de Rivera (1923-1931)    | 22 de gener de 1924    | 3 de desembre de 1925                       | Francisco García Goyena y Alzugaray (1)          |        |        |
| Dictadura de Primo de Rivera (1923-1931)    | 3 de desembre de 1925  | 3 de novembre de 1928                       | Galo Ponte y Escartín (1)                        |        |        |
| Dictadura de Primo de Rivera (1923-1931)    | 3 de novembre de 1928  | 30 de gener de 1930                         | Galo Ponte y Escartín (2)                        |        |        |
| Dictadura de Primo de Rivera (1923-1931)    | 30 de gener de 1930    | 25 de novembre de 1930                      | José Estrada y Estrada (2)                       |        |        |
| Dictadura de Primo de Rivera (1923-1931)    | 25 de novembre de 1930 | 18 de febrer de 1931                        | Joaquín de Montes Jovellar (2)                   |        |        |
| Dictadura de Primo de Rivera (1923-1931)    | 18 de febrer de 1931   | 14 d'abril de 1931                          | Manuel García Prieto (2)                         |        |        |
| II República (1931-1939)                    | 14 d'abril de 1931     | 16 de desembre de 1931                      | Fernando de los Ríos Urruti                      | PSOE   |        |
| II República (1931-1939)                    | 16 de desembre de 1931 | 4 de juliol de 1933                         | Álvaro de Albornoz Liminiana                     | PRS    |        |
| II República (1931-1939)                    | 4 de juliol de 1933    | 12 de setembre de 1933                      | Santiago Casares Quiroga                         | FRG    |        |
| II República (1931-1939)                    | 12 de setembre de 1933 | 29 de novembre de 1933                      | Juan Botella Asensi                              | IRS    |        |
| II República (1931-1939)                    | 29 de novembre de 1933 | 16 de desembre de 1933                      | Domingo Barnés Salinas                           | Indep. |        |
| II República (1931-1939)                    | 16 de desembre de 1933 | 17 d'abril de 1934                          | Ramón Álvarez-Valdés Castañón                    | PLD    |        |
| II República (1931-1939)                    | 17 d'abril de 1934     | 28 d'abril de 1934                          | Salvador de Madariaga Rojo                       | Indep. |        |
| II República (1931-1939)                    | 28 d'abril de 1934     | 4 d'octubre de 1934                         | Vicente Cantos Figuerola                         | PRR    |        |
| II República (1931-1939)                    | 4 d'octubre de 1934    | 3 d'abril de 1935                           | Rafael Aizpún Santafé                            | CEDA   |        |
| II República (1931-1939)                    | 3 d'abril de 1935      | 6 de maig de 1935                           | Vicente Cantos Figuerola                         | PRR    |        |
| II República (1931-1939)                    | 6 de maig de 1935      | 25 de setembre de 1935                      | Cándido Casanueva y Gorjón                       | CEDA   |        |
| II República (1931-1939)                    | 25 de setembre de 1935 | 14 de desembre de 1935                      | Federico Salmón Amorín (4)                       | CEDA   |        |
| II República (1931-1939)                    | 14 de desembre de 1935 | 30 de desembre de 1935                      | Alfredo Martínez y García-Argüelles (5)          | PLD    |        |
| II República (1931-1939)                    | 30 de desembre de 1935 | 19 de febrer de 1936                        | Manuel Becerra Fernández (5)                     | PCNR   |        |
| II República (1931-1939)                    | 19 de febrer de 1936   | 13 de maig de 1936                          | Antonio Lara Zárate                              | UR     |        |
| II República (1931-1939)                    | 13 de maig de 1936     | 4 de setembre de 1936                       | Manuel Blasco Garzón                             | UR     |        |
| II República (1931-1939)                    | 4 de setembre de 1936  | 4 de novembre de 1936                       | Mariano Ruiz-Funes García                        | IR     |        |
| II República (1931-1939)                    | 4 de novembre de 1936  | 17 de maig de 1937                          | Joan Garcia Oliver                               | CNT    |        |
| II República (1931-1939)                    | 17 de maig de 1937     | 11 de desembre de 1937                      | Manuel de Irujo Ollo                             | PNV    |        |
| II República (1931-1939)                    | 11 de desembre de 1937 | 5 d'abril de 1938                           | Tomás Bilbao Hospitalet                          | ANV    |        |
| II República (1931-1939)                    | 5 d'abril de 1938      | 1 d'abril de 1939                           | Ramón González Peña                              | PSOE   |        |
| Franquisme (1936-1975)                      | 3 d'octubre de 1936    | 30 de gener de 1938                         | José Cortés López                                |        |        |
| Franquisme (1936-1975)                      | 30 de gener de 1938    | 9 d'agost de 1939                           | Tomás Domínguez Arévalo                          |        |        |
| Franquisme (1936-1975)                      | 9 d'agost de 1939      | 16 de març de 1943                          | Esteban de Bilbao Eguía                          |        |        |
| Franquisme (1936-1975)                      | 16 de març de 1943     | 18 de juliol de 1945                        | Eduard Aunós Pérez                               |        |        |
| Franquisme (1936-1975)                      | 18 de juliol de 1945   | 18 de juliol de 1951                        | Raimundo Fernández Cuesta                        |        |        |
| Franquisme (1936-1975)                      | 18 de juliol de 1951   | 7 de juliol de 1965                         | Antonio Iturmendi Bañales                        |        |        |
| Franquisme (1936-1975)                      | 7 de juliol de 1965    | 9 de juny de 1970                           | Antonio María de Oriol y Urquijo                 |        |        |
| Franquisme (1936-1975)                      | 9 de juny de 1970      | 11 de març de 1973                          | Luis Hernández García de Lera                    |        |        |
| Franquisme (1936-1975)                      | 11 de març de 1973     | 12 de desembre de 1975                      | José María Sánchez-Ventura Pascual               |        |        |
| Regnat de Joan Carles I (1975-2014)         | 12 de desembre de 1975 | 5 de juliol de 1976                         | Antonio Garrigues Díaz-Cañabate                  |        |        |
| Regnat de Joan Carles I (1975-2014)         | 5 de juliol de 1976    | 4 de juliol de 1977                         | Landelino Lavilla Alsina                         |        |        |
| Regnat de Joan Carles I (1975-2014)         | 4 de juliol de 1977    | 6 d'abril de 1979                           | Landelino Lavilla Alsina                         | UCD    |        |
| Regnat de Joan Carles I (1975-2014)         | 5 de juliol de 1979    | 9 de setembre de 1980                       | Íñigo Cavero Lataillade                          | UCD    |        |
| Regnat de Joan Carles I (1975-2014)         | 9 de setembre de 1980  | 1 de setembre de 1981                       | Francisco Fernández Ordóñez                      | UCD    |        |
| Regnat de Joan Carles I (1975-2014)         | 1 de setembre de 1981  | 3 de desembre de 1982                       | Pío Cabanillas Gallas                            | UCD    |        |
| Regnat de Joan Carles I (1975-2014)         | 2 de desembre de 1982  | 12 de juliol de 1988                        | Fernando Ledesma Bartret                         | PSOE   |        |
| Regnat de Joan Carles I (1975-2014)         | 12 de juliol de 1988   | 12 de març de 1991                          | Enrique Múgica Herzog                            | PSOE   |        |
| Regnat de Joan Carles I (1975-2014)         | 12 de març de 1991     | 13 de juliol de 1993                        | Tomás de la Quadra-Salcedo                       | PSOE   |        |
| Regnat de Joan Carles I (1975-2014)         | 14 de juliol de 1993   | 19 de desembre de 1995                      | Juan Alberto Belloch Julbe                       | PSOE   |        |
| Regnat de Joan Carles I (1975-2014)         | 5 de maig de 1996      | 27 d'abril de 2000                          | Margarita Mariscal de Gante                      | PP     |        |
| Regnat de Joan Carles I (1975-2014)         | 28 d'abril de 2000     | 10 de juliol de 2002                        | Ángel Acebes Paniagua                            | PP     |        |
| Regnat de Joan Carles I (1975-2014)         | 10 de juliol de 2002   | 18 d'abril de 2004                          | José María Michavila                             | PP     |        |
| Regnat de Joan Carles I (1975-2014)         | 18 d'abril de 2004     | 12 de febrer de 2007                        | Juan Fernando López Aguilar                      | PSOE   |        |
| Regnat de Joan Carles I (1975-2014)         | 12 de febrer de 2007   | 23 de febrer de 2009                        | Mariano Fernández Bermejo                        | PSOE   |        |
| Regnat de Joan Carles I (1975-2014)         | 23 de febrer de 2009   | 22 de desembre de 2011                      | Francisco Caamaño Domínguez                      | PSOE   |        |
| Regnat de Joan Carles I (1975-2014)         | 22 de desembre de 2011 | 23 de setembre de 2014                      | Alberto Ruiz-Gallardón                           | PP     |        |
| Regnat de Felip VI (2014- actualitat)       | 22 de desembre de 2011 | 23 de setembre de 2014                      | Alberto Ruiz-Gallardón                           | PP     |        |
| 23 de setembre de 2014                      | 29 de setembre de 2014 | Soraya Sáenz de Santamaría (en funcions)    | PP                                               |        |        |
| 29 de setembre de 2014                      | 7 de juny de 2018      | Rafael Catalá Polo                          | PP                                               |        |        |
| 7 de juny de 2018                           | Actualment             | Dolores Delgado García                      | Independent (en un Govern del PSOE)              |        |        |

Quan no apareix nombre és que la denominació és Ministeri de Justícia
(1) Ministeri de Gràcia i Justícia
(2) Ministeri de Justícia i Culte
(3) Secretaria del Despatx de Gràcia i Justícia
(4) Ministeri de Treball i Justícia
(5) Ministeri de Treball, Justícia i Sanitat.